# لیلا بهشتی
لیلا بهشتی یا لیلا رشتی، یکی از زنان شاعر رشت در عصر ناصری و بهائی بود.
او در حدود سال ۱۲۸۰ هجری قمری در رشت، زاده شد و سواد خواندن و نوشتن را در خانواده خویش فرا گرفت.
لیلا بهشتی فرزند موسی فرزند شیخ جمال الدین فومنی و همسر ملا یوسف‌علی رشتی (از بهائیان رشت) و خواهر میرزا محمدباقر «بصار» رشتی (شاعر) بود که ترجیع‌بندی نیز برای میرزا حسینعلی نوری (بهاءالله) سروده‌است. فرزند شاعر و جوانش یعنی میرزا جلال به دلیل بهائی بودن کشته شد.
برخی دریافت یک گردنبند مرصع جواهر قیمتی به عنوان صله را به خاطر این سروده، ذکر می‌کنند. اما در کتاب شعرای بهائی آمده‌است که در زمان زندگی این شاعر، به الواحی که از طرف بهاءالله به ایران می‌رسید، توقیع گفته می‌شد و بهاءالله در تشکر از شعر لیلا، لوح یا توقیعی به او فرستاد؛ و به صورت شایعه‌ای درآمد که بهاءالله برای وی، طوقی از جواهر فرستاده‌است؛ که این مطلب به گوش والی گیلان رسید و به طمع به دست آوردن این طوق لیلا و مادرش ام کلثوم را به دارالحکومه احضار کرده و از موضوع طوق سؤال می‌کند.
وی در بابل درگذشت.